# Skuldelev 3

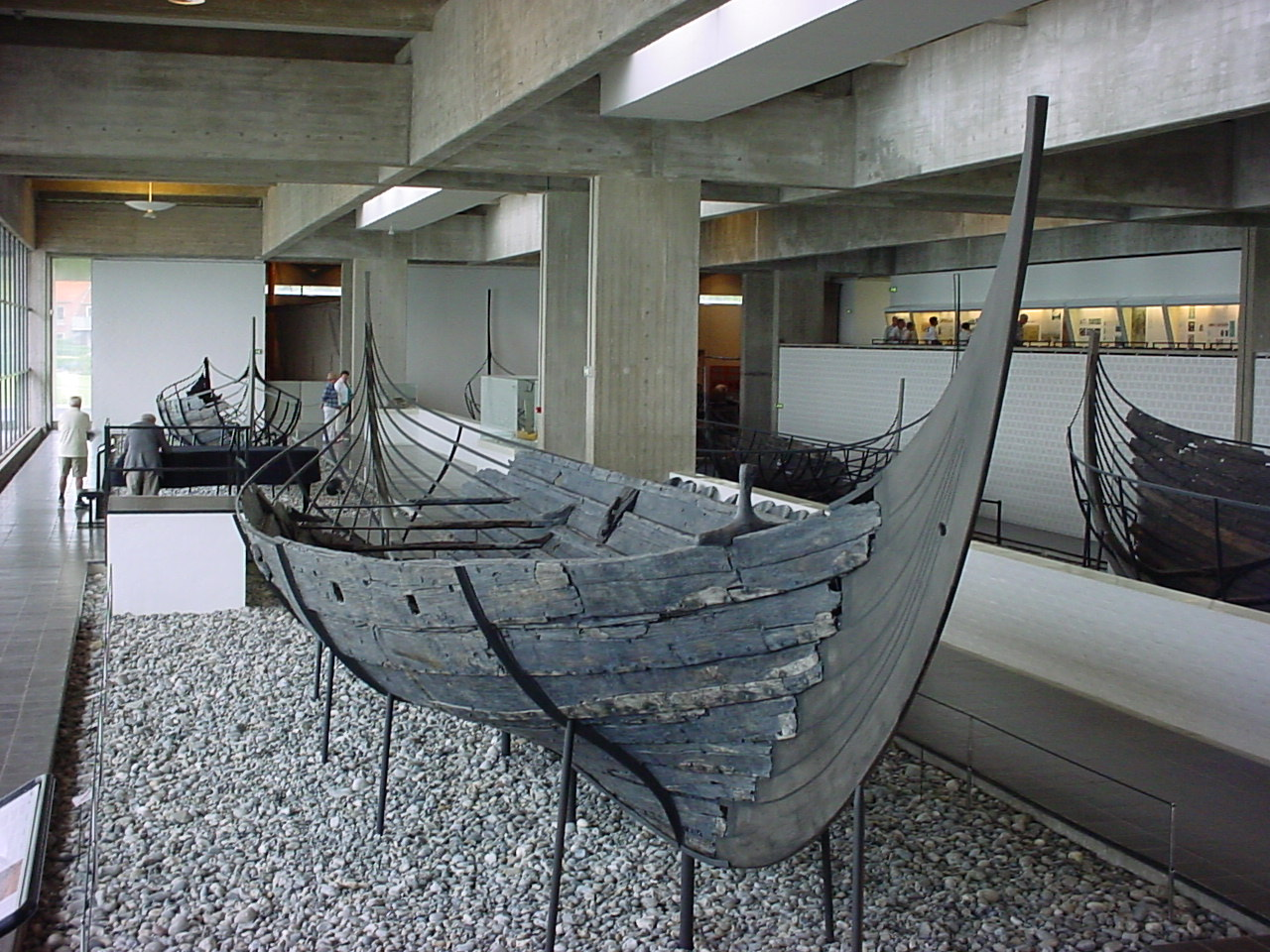
Skuldelev 3 på Vikingeskibsmuseet i Roskilde.

Skuldelev 3 är ett vikingaskepp påträffat 1956 i Skuldelevsavspärrningen i Roskildefjorden i Danmark. Det är numera utställt på Vikingaskeppsmuseet i Roskilde.
Vikingaskeppet är cirka 14 meter långt och 3,3 meter brett. Det byggdes i Danmark av ek omkring 1040 och har använts för transport av gods i danska farvatten och Östersjön. Skeppet har kunnat lasta uppemot 4,5 ton. Man bedömer att det har kunnat segla med en hastighet på upp till 8–10 knop för segel och har haft en besättning på 5–8 man.
Skuldelev 3 är det bäst bevarade skeppet från fyndplatsen och 75 procent av det har kunnat bärgas. Det är typen byrding, som är mindre än knarren. Flera repliker har byggts varav den första,   
Roar Ege, som byggdes 1984–1986,  
har seglat i danska farvatten och legat förtöjt vid vikingaskeppsmuseet tills det togs ur drift år 2016 och lades upp. I maj 2022 ersattes Roar Ege av en nybyggd replik med namnet Estrid Byrding.